# Varkensvenkel
Varkensvenkel (Peucedanum officinale) is een overblijvend kruid, dat behoort tot de schermbloemenfamilie (Apiaceae). De soort staat op de Nederlandse Rode lijst van planten als zeer zeldzaam en stabiel of toegenomen. De plant komt van nature voor in Europa, Noord-Afrika en sporadisch in Siberië.
De plant wordt 90 - 150 cm hoog en vormt een 12-15 mm dikke wortelstok, die aan de voet wordt omgeven door talrijke vezels. De ronde, 6-8(10) mm dikke stengel is gestreept. De onderste bladeren zijn meervoudig drietallig. De blaadjes van de eerste orde zijn gesteeld. De lijnvormige, parallelnervige bladslippen zijn meer dan 10 cm lang en 1 - 3 mm breed. De bovenste bladeren zijn niet stengelomvattend.
De plant bloeit in juli en augustus met gele bloemen, die in een 5 - 15 cm groot scherm staan. Het scherm bestaat uit 15 - 45, 1,5 - 8 cm lange schermpjes. Het scherm heeft vier schutbladen, die dikwijls afvallen. De schermstralen zijn kaal. De kroonbladen zijn 1,3- 1,5 mm lang en 1,2-1,3 mm breed.

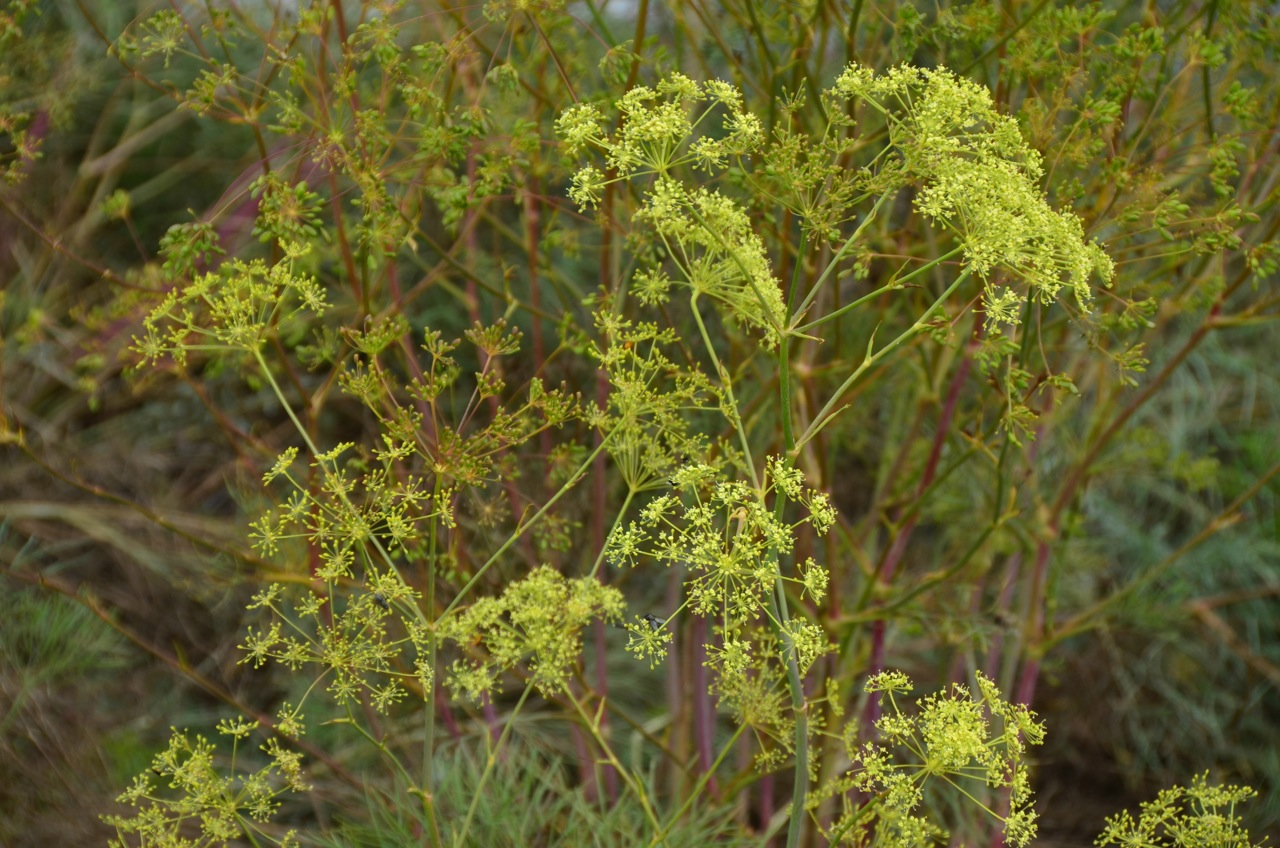
Bloeiwijzen varkensvenkel

De vrucht is een ovale, 5 mm lange en 3 - 5 mm brede, tweedelige splitvrucht met brede ribben aan de rand. De deelvruchtjes zijn eenzadig.
Varkensvenkel komt voor in de uiterwaarden van de Waal.

## Namen in andere talen
- Duits: Echter Haarstrang
- Engels: Hog's Fennel
- Frans: Peucédan officinal